# Rei Momo (álbum)
Rei Momo es el primer disco de estudio como solista de David Byrne y su segundo álbum tras My Life in the Bush of Ghosts con Brian Eno. 
El álbum consta de diversos estilos de música latina provenientes de Cuba (rumba, mozambique, mambo, chachachá, bolero), República Dominicana (merengue), Puerto Rico (bomba), Colombia (cumbia y mapeyé) y Brasil (samba y pagode). El álbum se canta principalmente en inglés y cuenta con las apariciones especiales de Kirsty MacColl, Willie Colón y Celia Cruz, entre otros.

## Lista de canciones
Todas las canciones escritas y compuestas por David Byrne, excepto donde se indique. 
| Rei Momo |                                                                      |                       |          |  |
| N.º      | Título                                                               | Escritor(es)          | Duración |  |
| 1.       | «Independence Day (Cumbia)» (feat. Kirsty MacColl)                   |                       | 5:45     |  |
| 2.       | «Make Believe Mambo (Orisa)» (feat. Kirsty MacColl & Willie Colón)   |                       | 5:23     |  |
| 3.       | «The Call of the Wild (Merengue)»                                    | Byrne, Johnny Pacheco | 4:55     |  |
| 4.       | «Dirty Old Town (Mapeye)»                                            |                       | 4:12     |  |
| 5.       | «The Rose Tattoo (Bomba/Mozambique)»                                 | Byrne & Willie Colón  | 3:50     |  |
| 6.       | «Loco de Amor (Salsa/Reggae)» (feat. Celia Cruz)                     | Byrne, Pacheco        | 3:51     |  |
| 7.       | «The Dream Police (Cha Cha Cha)» (feat. Kirsty MacColl)              |                       | 3:00     |  |
| 8.       | «Don't Want to Be Part of Your World (Samba)» (feat. Kirsty MacColl) |                       | 4:55     |  |
| 9.       | «Marching Through the Wilderness (Charanga)» (feat. Milton Cardona)  | Byrne & Pacheco       | 4:30     |  |
| 10.      | «Good and Evil (Rumba/Llesa)»                                        |                       | 4:35     |  |
| 11.      | «Lie to Me (Merengue)» (feat. Kirsty MacColl)                        |                       | 3:40     |  |
| 12.      | «Office Cowboy (Pagode)» (feat. Herbert Vianna)                      | Byrne & Arto Lindsay  | 3:40     |  |
| 13.      | «Women vs Men (Bolero)»                                              |                       | 4:06     |  |
| 14.      | «Carnival Eyes (Mapeye)» (feat. Milton Cardona)                      |                       | 4:04     |  |
| 15.      | «I Know Sometimes a Man Is Wrong»                                    |                       | 3:11     |  |